# Rich Homie Quan
德匡茨·德文泰·拉马尔（1989年10月4日—2024年9月5日），艺名Rich Homie Quan，美国饶舌歌手、歌手与词曲作家，此前曾签约于独立厂牌T.I.G. Entertainment，现签约于摩城唱片。Rich Homie Quan的首张录音室专辑《Rich as in Spirit》于2018年3月16日发布，最高登至美国Billboard二百强专辑榜第32名。2024年9月5日，拉马尔在亚特兰大的一家医院去世，享年34岁。